# نوکیا ۷۹۰۰
نوکیا ۷۹۰۰ یک‌نمونه از گوشی‌های تلفن همراه سری ۷۰۰۰ شرکت نوکیا می‌باشد که توسط همین شرکت به بازار عرضه شده‌است.